# Bandeira do Maranhão
A bandeira do Maranhão é um dos símbolos do estado do Maranhão, juntamente com o brasão de armas e o hino estadual.
A bandeira, adotada oficialmente em 29 de dezembro de 1889 pelo Decreto nº 6, foi criada pelo poeta Sousândrade. As cores vermelha, preta e branca simbolizam a mistura de raças do povo do Maranhão. No canto superior esquerdo está um quadrado azul como fundo que representa o céu, e uma estrela branca de cinco pontas que simboliza o Estado como integrante da federação. A faixa governamental maranhense, que também é um símbolo estadual, segue as cores da bandeira.
A bandeira é assim descrita:
Retângulo formado por nove listas em sentido horizontal, intercaladas, sendo quatro brancas, três encarnadas e duas pretas, com um quadrado azul ao canto superior unido à lança e tendo no centro uma estrela branca. O dito quadrado ocupa uma terça parte do comprimento da bandeira e a metade da sua largura.
Segundo o autor da bandeira, as três cores representam a composição étnica a população maranhense (índios, negros e brancos), e a estrela representa a estrela β de Escorpião, que representa o estado na bandeira nacional.
Com o Estado Novo e a constituição de 1937, todos os símbolos estaduais e municipais foram abolidos em favor dos símbolos nacionais. Após esse período, a bandeira foi restaurada pela lei nº 3210, de 19 de novembro de 1971, mantendo o desenho original.

## Outras bandeiras

Bandeira não-oficial da Província do Maranhão, utilizada até 1889.
Bandeira usada durante o estabelecimento da colônia da França equinocial (1612-1615)